# Chortycja
Chortycja (in ucraino Хо́ртиця?; in russo Хо́ртица?, Chortica; in polacco Chortyca) è la più grande isola del fiume Dnepr situata a Zaporižžja, in Ucraina.

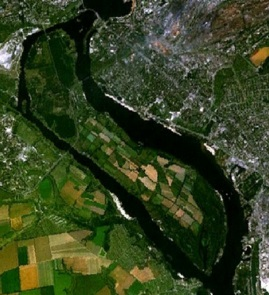
Vista dell'isola dallo spazio.

## Storia
L'isola ha avuto un ruolo importante nella storia dell'Ucraina, specialmente nella storia dei cosacchi zaporoziani.

## Descrizione
È lunga 12,5 chilometri e larga 1,55. L'isola fa parte del Parco Nazionale Chortycja e nella sua parte settentrionale è unita alla città dal ponte ad arco di Zaporižžja.
L'isola ha una flora e una fauna autoctone, tra cui boschi di querce, abeti rossi, prati e steppe. La parte settentrionale dell'isola è molto rocciosa e si eleva di 30 metri sul fiume, mentre la parte meridionale, più bassa, è spesso inondata dalle acque del Dnepr.